# Shani Boianjiu
Shani Boianjiu (en hébreu : שני בוינג'ו), née en 1987, est une auteure israélienne.

## Biographie
Shani Boianjiu naît à Jérusalem. Elle grandit à Ma'alot Tarshiha et Kfar Vradim en Galilée occidentale proche de la frontière libanaise. Elle étudie à la Phillips Exeter Academy, où elle a obtient son diplôme en 2005. Après deux ans de service militaire dans l'armée de défense d'Israël en tant que sergente, elle étudie la littérature à l'université Harvard obtenant son diplôme en 2011.
Pendant son séjour à Harvard, Shani Boianjiu est présidente du Radcliffe Union of Students, un groupe d'étudiants et d'étudiantes féministes. Elle occupe ensuite un poste de chargée de cours à l'Institut Radcliffe pour les études avancées travaillant pour Reuven Snir.
Son premier livre The People of Forever Are Not Afraid écrit en anglais parait en 2012. Il est sélectionné comme l'un des dix meilleurs titres de fiction en 2012 par le Wall Street Journal, comme l'un des meilleurs livres du quotidien suédois Sydsvenskan en 2013 et comme l'un des meilleurs livres par le journal israélien Haaretz en 2014.
Des extraits de ce livre sont publiés dans le New York Times,.
Il est traduit en français sous le titre Nous faisions semblant d'être quelqu'un d'autre en 2014 et est publié dans plus de 20 pays et 12 langues. Le livre aborde le point de vue féminin du service militaire en Israël avec le récit de trois jeunes filles, Avishag, Léa et Yaël, des amies qui ont grandi ensemble dans une petite communauté près de la frontière israélienne avec le Liban  et comment elles arrivent à se protéger en devenant une autre et ainsi rester en vie,,. Le récit y est  sombre avec une vision surréaliste, parfois grotesque.
Shani Boianjiu, proposée par l'écrivaine américaine Nicole Krauss, est la plus jeune récipiendaire du prix 5 Under 35 de la National Book Foundation aux États-Unis qui honore chaque année 5 jeunes auteurs de moins de 35 ans.

## Œuvre
- The People of Forever Are Not Afraid Hogarth, 2012  (ISBN 978-0307955951) Nous faisions semblant d'être quelqu'un d'autre, traduction d'Annick Le Goyat, Éditions Robert Laffont, 2014 (ISBN 978-2221131381)